# 手捲煙
《手捲煙》（英語：Hand Rolled Cigarette）是2020年香港新黑色劇情犯罪片，由導演陳健朗執導、劉國昌監製，香港「首部劇情電影計劃」第四屆大專組的得獎作品，香港電影發展局電影發展基金與創意香港資助，林家棟、Bipin Karma、 袁富華、白只、張嘉年主演。2020年第17屆香港亞洲電影節開幕電影，台北金馬影展閉幕電影。

## 故事簡介
關超、雲斯頓、華佬、木頭和豆腐五人是香港主權移交前的華籍英兵，五人本來情同手足。關超帶雲斯頓炒股，卻遇上股市大跌市，雲斯頓因欠下高利貸巨債而自殺身亡。舊同胞責怪關超和雲斯頓的死有關，因而疏遠他。由於關超是雲斯頓的擔保人，因而要償還雲遺下二千多萬的巨債，關超只好藏身於重慶大廈，成為香港和台灣黑道走私買賣的中間人。
南亞裔古惑仔文尼和表哥卡比以買賣毒品為生，一天卡比因偷了黑幫老大泰哥的毒品而出事，卡比要求文尼將手上的毒品收藏並找地方避避風頭。文尼被泰哥手下追殺，無意中闖入關超在重慶大廈的家，求關超收留庇護。
關超和文尼，二個同是面臨走投無路、在边缘挣扎的天涯淪落人，在重庆大厦中由互相利用到惺惺相惜.....

### 經典對白
- 關超：「唔講一，唔講三，講二（義）。唔講風，唔講雨，講咩？講雷（義氣）！」
- 竹昇：「你們只懂自己人打自己人」

## 角色介紹
| 演員             | 角色   | 簡介                                                             |
| 林家棟           | 關超   | 昔日的華籍英兵，居於重慶大廈。作為黑幫生意的中間人。             |
| 周祉君           | 雲斯頓 | 雲維漢，昔日的華籍英兵，欠下高利貸巨債後自殺身亡。               |
| 錢小豪           | 華佬   | 昔日的華籍英兵，從事小輪水手。                                   |
| 朱栢謙           | 木頭   | 昔日的華籍英兵                                                   |
| 何華超           | 豆腐   | 昔日的華籍英兵，一直責怪關超帶雲斯頓炒股導至雲自殺。             |
| Bipin Karma      | 文尼   | 南亞裔古惑仔，因毒品糾紛被幫派追殺。                             |
| Anees            | 文素   | 文尼的弟弟                                                       |
| 辛格·哈提汗·比托 | 卡比   | 南亞裔古惑仔，文尼表哥。                                         |
| 袁富華           | 泰哥   | 黑幫老大，欺善怕惡。                                             |
| 白只             | 辣雞   | 泰哥頭馬，有四個越南手下，被泰哥冤枉後反目，最後一口氣擊殺泰哥。 |
| 稅潔             | 琪琪   | 按摩技師，暗戀關超。                                             |
| 杜燕歌           | 菜甫   | 台灣黑幫，從事走私金錢龜交易，竹昇手下                           |
| 張嘉年           | 竹昇   | 台灣黑幫老大，菜甫的老大                                         |
| 張智行           |        | 竹昇手下兼保鑣，十分能打                                         |
| 謝魯駟           | 佛祖   | 貴利佬                                                           |
| 蔣祖曼（客串）   |        | 文素之班主任                                                     |

## 製作
金像獎影帝林家棟零片酬演出新導演陳健朗的新片，林家棟表示，業界要守望相助，各行各業也—起面對疫情問題，惟有逆境自強，目的除支持新導演外，也希望更多人有工開。

## 奬項及提名
| 年度   | 類別                           | 獎項             | 名字           | 結果 |
| ------ | ------------------------------ | ---------------- | -------------- | ---- |
| 2020年 | 第57屆金馬獎                   | 最佳劇情長片     | 《手捲煙》     | 提名 |
| 2020年 | 第57屆金馬獎                   | 最佳男主角       | 林家棟         | 提名 |
| 2020年 | 第57屆金馬獎                   | 最佳新導演       | 陳健朗         | 提名 |
| 2020年 | 第57屆金馬獎                   | 最佳美術設計     | 張兆康、姚漢文 | 提名 |
| 2020年 | 第57屆金馬獎                   | 最佳造型設計     | 張兆康、陳子晴 | 提名 |
| 2020年 | 第57屆金馬獎                   | 最佳動作設計     | 鄧瑞華         | 提名 |
| 2020年 | 第57屆金馬獎                   | 最佳剪輯         | 張叔平、盧煒麟 | 提名 |
| 2021年 | 第30屆華鼎獎                   | 中國香港最佳影片 | 《手捲煙》     | 提名 |
| 2022年 | 第28屆香港電影評論學會大獎     | 最佳電影         | 《手捲煙》     | 提名 |
| 2022年 | 第28屆香港電影評論學會大獎     | 推薦電影         | 《手捲煙》     | 獲獎 |
| 2022年 | 第28屆香港電影評論學會大獎     | 最佳導演         | 陳健朗         | 提名 |
| 2022年 | 第28屆香港電影評論學會大獎     | 最佳編劇         | 陳健朗、凌偉駿 | 提名 |
| 2022年 | 第28屆香港電影評論學會大獎     | 最佳男演員       | 林家棟         | 提名 |
| 2022年 | 2021年度香港電影編劇家協會大奬 | 最佳角色演繹獎   | 林家棟         | 提名 |
| 2022年 | 2021年度香港電影編劇家協會大奬 | 推薦劇本獎       | 陳健朗、凌偉駿 | 提名 |
| 2022年 | 第40屆香港電影金像獎           | 最佳男主角       | 林家棟         | 提名 |
| 2022年 | 第40屆香港電影金像獎           | 最佳攝影         | 劉子健         | 提名 |
| 2022年 | 第40屆香港電影金像獎           | 最佳剪接         | 張叔平、盧煒麟 | 提名 |
| 2022年 | 第40屆香港電影金像獎           | 最佳美術指導     | 張兆康、姚漢文 | 提名 |
| 2022年 | 第40屆香港電影金像獎           | 最佳服裝造型設計 | 張兆康、陳子晴 | 提名 |
| 2022年 | 第40屆香港電影金像獎           | 最佳動作設計     | 鄧瑞華         | 提名 |
| 2022年 | 第40屆香港電影金像獎           | 新晉導演         | 陳健朗         | 獲獎 |
| 2022年 | 第5屆MOVIE6全民票選電影大獎    | 最佳新導演       | 陳健朗         | 獲獎 |
| 2022年 | 第5屆MOVIE6全民票選電影大獎    | 最佳男主角       | 林家棟         | 提名 |

## 拍攝場景
- 紅花嶺[8]
- 瑞興皮廠
- 廟街
- 重慶大廈[9]
- 廣華街 唐番狗

## 外部連結
- 香港影庫上《手捲煙》的資料（繁體中文）
- 豆瓣电影上《手捲煙》的資料 （简体中文）
- 时光网上《手捲煙》的資料（简体中文）
- 互联网电影数据库（IMDb）上《手捲煙》的资料（英文）